# Laocheng (köpinghuvudort i Kina, Hainan Sheng, lat 19,96, long 110,12)
Laocheng är en köpinghuvudort i Kina. Den ligger i provinsen Hainan, i den södra delen av landet, omkring 25 kilometer väster om provinshuvudstaden Haikou. Antalet invånare är 59 156. Befolkningen består av 24 740 kvinnor och 34 416 män. Barn under 15 år utgör 16,0 %, vuxna 15-64 år 75 %, och äldre över 65 år 7,0 %.
Runt Laocheng är det tätbefolkat, med 343 invånare per kvadratkilometer. Närmaste större samhälle är Xiuying, 18,6 km öster om Laocheng. Trakten runt Laocheng består till största delen av jordbruksmark.
Genomsnittlig årsnederbörd är 2 382 millimeter. Den regnigaste månaden är juli, med i genomsnitt 350 mm nederbörd, och den torraste är januari, med 21 mm nederbörd.